# Авитаминозный кератит
Авитаминозный кератит — это воспаление роговицы, связанное с нарушением обмена веществ, заболеваниями ЖКТ, печени. Чревато прободением роговицы и полной потерей зрения.

## Симптомы авитаминозного кератита
Может возникнуть при плохом питании и заболевании желудочно-кишечного тракта. Причиной авитаминозного кератита является также недостаток поступления или усвоения витаминов. Проявления заболевания специфичны для «отсутствующего» витамина. При гиповитаминозе A возникает сухость конъюнктивы, снижение чувствительности роговицы, роговица бледнеет, тускнеет и мутнеет по мере развития заболевания, на конъюнктиве и роговице в пределах открытой глазной щели появляются белёсые и серые бляшки округлой формы. Верхний слой (эпителий) роговицы легко отслаивается, начинается процесс распада ткани роговицы и в течение нескольких дней может развиться её прободение (перфорация). Особо тяжелое течение заболевания наблюдается при авитаминозе A. Заболевание при гиповитаминозе B2, B6, B12, PP, E проявляется в виде появления новообразованных сосудов на поверхности роговицы, отслаивания эпителия роговицы, появления язвы роговицы. При гиповитаминозе витамина B1 наблюдаются помутнения в центральном отделе роговицы, появление редких сосудов в роговице, возможно самопоизвольное разрушение роговицы с прободением (перфорацией).

## Диагностика и лечение авитаминозного кератита
Потребуется консультация офтальмолога, гастроэнтеролога. Необходимо будет произвести и лабораторные методы исследования: общий анализ крови, бактериологическое исследование мазка с конъюнктивы и роговицы, серологические реакции, метод флюоресцирующих антител.
Следует обратить внимание на болезни с похожими симптомами: бактериальный кератит, сифилитический кератит
туберкулезный кератит.
Лечение авитаминозного кератита состоит из диеты — полноценное питание с включением продуктов животного и растительного происхождения, богатых витаминами. Необходим приём препаратов репаративного действия, антибактериальных препаратов, средств, расширяющих зрачок.